# Cry Baby
Cry Baby — дебютний студійний альбом американської співачки та авторки пісень Мелані Мартінес. Він був випущений 14 серпня 2015 року лейблом Atlantic Records за допомогою цифрового завантаження, компакт-диска, вінілу та аудіокасети.   
Виходу альбому передували три сингли: головний сингл «Pity Party» був випущений 2 червня 2015 року , а другий сингл «Soap» — 10 липня 2015 року. Третій і останній сингл з альбому «Sippy Cup» вийшов 31 липня 2015 року. 
У музичному плані Cry Baby — це насамперед альтернативний поп, електропоп та інді-поп. Альбом отримав загалом позитивні відгуки від критиків. У 2021 році він отримав подвійну платинову сертифікацію.
25 листопада 2016 року Мартінес випустила мініальбом під назвою Cry Baby's Extra Clutter. Він був випущений виключно на вінілі, складався з трьох бонус-треків із Cry Baby та треку «Gingerbread Man», який був випущений 23 грудня 2015 року як сингл. Альбом просувався в рамках Cry Baby Tour (2015–2017).

## Передісторія та створення
У 2013 році Мартінес повністю завершила роботу над мініальбомом, який вона почала записувати невдовзі після того, як покинула шоу The Voice. Однак після запису пісні «Dollhouse» у вересні 2013 року вона вирішила не випускати його.
Мелані почала працювати над новим матеріалом, який відрізнявся від звучання невипущеного мініальбому 2013 року. У травні 2014 року Мелані випустила мініальбом Dollhouse і оголосила, що сподівається випустити свій перший студійний альбом приблизно в жовтні. Коли настав жовтень, Мелані випустила музичне відео на «Carousel» і перенесла дату виходу свого альбому, а також заявила, що сподівається випустити його навесні. Тієї весни Kinetics & One Love розповіли, що роботу над вокалом для альбому Мелані закінчено, а співачка офіційно оголосила, що її альбом буде називатися «Cry Baby».
Першим синглом був трек «Pity Party». Музичне відео було випадково оприлюднене самою Мелані 29 травня, але пізніше вона написала в Твіттері, що почувається щасливою і схвильованою, і пообіцяла, що «попереду буде ще» під час прямої трансляції 1 червня. Також під час прямої трансляції Мартінес оголосила, що реліз Cry Baby відбудеться у серпні. 
16 липня обкладинка альбому та дата релізу з'явилися на Amazon, хоча дата була неправдивою. Перед 24-м числом трек-лист альбому просочився в Інтернет, хоча веб-сайти, які його розповсюдили, замінили «Tag, You're It» на «Jump Rope», а «Play Date» на «Half Hearted». 
Офіційно трек-лист був оприлюднений 24 числа. Починаючи з 27 липня, Мелані опублікувала фрагменти кожної пісні на своїй сторінці в Instagram. 
Альбом вийшов 14 серпня. Пізніше були випущені як диск, так і стандартний чорний вініл. Потім були випущені касети у жовтому, синьому та рожевому кольорах. Існує також менш поширена зелена касета. 

### Концепція
Альбом розповідає про персонажа на ім’я Плакса (англ. Cry Baby), фантастичну версію самої Мартінес. Співачка описала Плаксу як «дитину, яка переживає дорослі речі», а також розповіла, що багато речей, які трапилися з героїнею, є прикрашеними версіями того, що сталося в її власному житті, за винятком частини, де Плаксу викрадають. 

## Реліз
Альбом був випущений 14 серпня 2015 року лейблом Atlantic Records за допомогою цифрового завантаження, компакт -диска, вінілу та аудіокасети.  Вініл і компакт-диск мають спеціальну упаковку, яка включає збірку оповідань ілюстратора Хлої Терсігні.  
Cry Baby дебютував під номером 6 в Billboard 200 з 41 000 проданих одиниць за перший тиждень; він також дебютував на вершині чарту альтернативних альбомів. 
2 серпня 2016 року було оголошено, що альбом розійшовся тиражем 263 050 копій.  24 лютого 2017 року альбом отримав статус платинового, адже було продано 1 000 000 копій у США.

## Сингли
Трек «Pity Party» був спочатку випущений як сингл. Музичне відео було випущено на Vessel 29 травня 2015 року для користувачів раннього доступу. Потім його випустили через три дні, 1 червня 2015 року, на YouTube. Композиція отримала платиновий сертифікат RIAA.
Пісня «Soap» була випущена як другий сингл 10 липня 2015 року разом із музичним відео. Він отримав золотий сертифікат RIAA. Станом на кінець 2017 року, «Soap» став популярною піснею в додатку TikTok (раніше відомий як Musical.ly).
«Sippy Cup» був випущений як третій сингл 31 липня 2015 року з музичним відео. Мелані називає пісню "темнішим продовженням" музичного відео її синглу «Dollhouse» 2014 року.

### Інші пісні
В інтерв'ю Мартінес розповіла, що випустить кліпи на всі треки альбому. Останнє музичне відео на пісню «Mad Hatter» було опубліковано 23 вересня 2017 року, що стало завершенням візуальної історії Cry Baby.
У квітні 2020 року пісня «Play Date» потрапила до чарту «Viral 50» на Spotify і згодом піднялася в інших чартах. Мартінес назвала успіх пісні «найкращим подарунком на день народження». 1 травня 2020 року пісня отримала золотий сертифікат RIAA, а станом на 8 грудня 2020 року пісня отримала статус платинової. 

## Трек-лист
Стандартна версі
| #     | Назва              | Тривалість |
| ----- | ------------------ | ---------- |
| 1.    | «Cry Baby»         | 3:59       |
| 2.    | «Dollhouse»        | 3:51       |
| 3.    | «Sippy Cup»        | 3:15       |
| 4.    | «Carousel»         | 3:51       |
| 5.    | «Alphabet Boy»     | 4:13       |
| 6.    | «Soap»             | 3:29       |
| 7.    | «Training Wheels»  | 3:25       |
| 8.    | «Pity Party»       | 3:24       |
| 9.    | «Tag, You're It»   | 3:09       |
| 10.   | «Milk and Cookies» | 3:26       |
| 11.   | «Pacify Her»       | 3:40       |
| 12.   | «Mrs. Potato Head» | 3:37       |
| 13.   | «Mad Hatter»       | 3:21       |
| 46:38 |                    |            |

| Делюкс версія | Делюкс версія | Делюкс версія                   | Делюкс версія       | Делюкс версія |
| #             | Назва         | Автор                           | {{{extra_column}}}  | Тривалість    |
| ------------- | ------------- | ------------------------------- | ------------------- | ------------- |
| 14.           | «Play Date»   | Martinez Jennifer Decilveo      | Keenan Decilveo [a] | 2:59          |
| 15.           | «Teddy Bear»  | Martinez Phoebe Ryan Felix Snow | Snow                | 4:05          |
| 16.           | «Cake»        | Martinez Baran DioGuardi        | Baran               | 3:19          |
| 56:01         |               |                                 |                     |               |

## Cry Baby's Extra Clutter
Cry Baby's Extra Clutter — це третій мініальбом американської виконавиці Мелані Мартінес, випущений 25 листопада 2016 року. Це виключно вініловий реліз і перший мініальбом співачки без цифрового релізу. Він складається з трьох бонус-треків із Cry Baby, а також різдвяного синглу 2015 року «Gingerbread Man». Вініл можна було придбати лише через Urban Outfitters і на веб-сайті співачки. Обкладинку мініальбому створила Хлоя Терсігні. 

### Трек-лист
| Вініл | Вініл             | Вініл                              | Вініл                            | Вініл      |
| #     | Назва             | Автор                              | {{{extra_column}}}               | Тривалість |
| ----- | ----------------- | ---------------------------------- | -------------------------------- | ---------- |
| 1.    | «Play Date»       | Jennifer Decilveo Melanie Martinez | Michael Keenan Jennifer Decilveo | 2:59       |
| 2.    | «Teddy Bear»      | Martinez Phoebe Ryan Felix Snow    | Snow                             | 4:05       |
| 3.    | «Cake»            | Martinez Baran                     | Baran                            | 3:19       |
| 4.    | «Gingerbread Man» | Martinez Keenan Arthur McArthur    | Keenan McArthur                  | 3:28       |
| 13:51 |                   |                                    |                                  |            |

## Тур
Для просування альбому, Мелані Мартінес розпочала Cry Baby Tour. Тур був розділений на три частини, почався 26 серпня 2015 року у Шарлотті, Північна Кароліна та закінчився 29 листопада у Ріо-де-Жанейро, Бразилія.